# 마스 후니

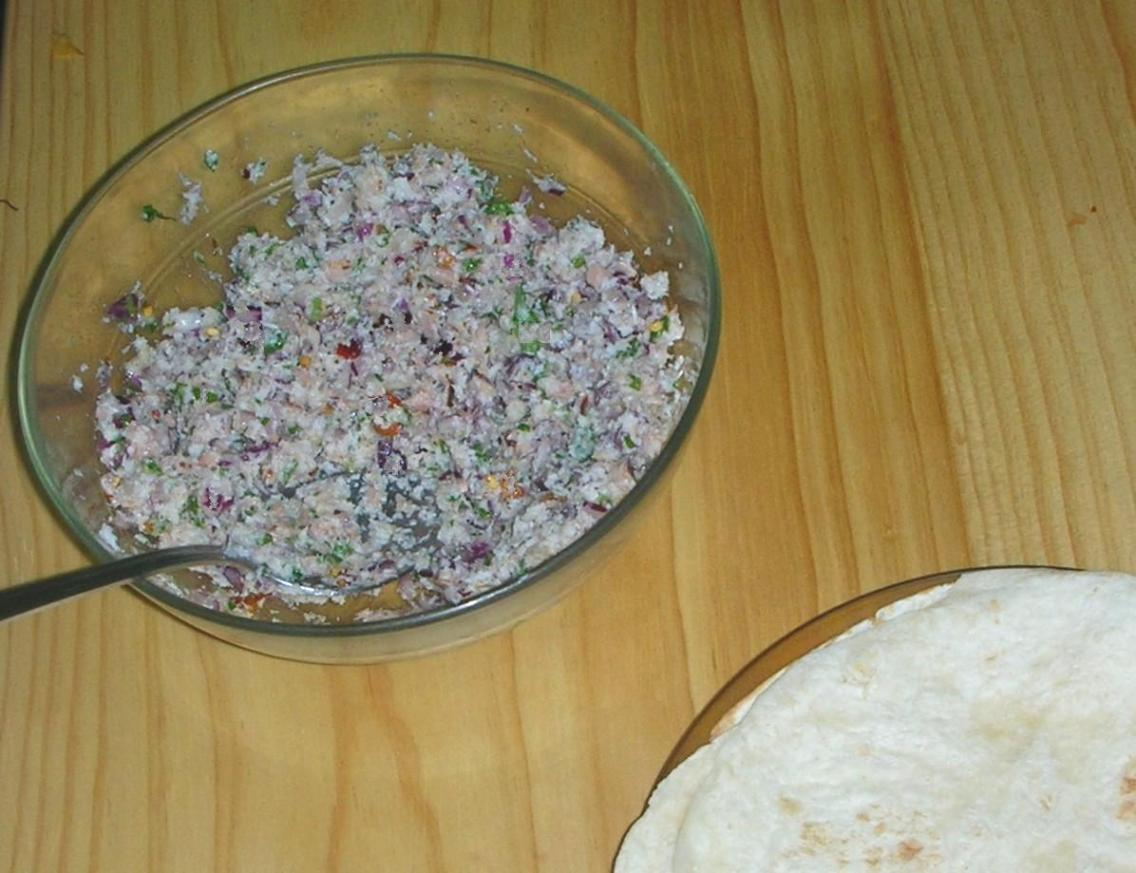

마스 후니는 몰디브의 전형적인 음식이며 참치, 양파, 코코넛 및 후추로 구성된다. 모든 재료는 잘게 썰고 코코넛의 비벼진 고기와 혼합된다. 이 음식은 일반적으로 갓 구운 차파티 및 달게한 뜨거운 차와 함께 먹는다.

## 준비
마스 후니에서 사용되는 생선은 일반적으로 몰디브피시이지만, 현재 많은 몰디브인은 참치를 사용한다. 
전통적으로 생선이 부족한 경우 다진 잎을 마스 후니 혼합물에 첨가했다.
마스 후니의 다른 변종은 두껍고 화려한 잎 대신 무란가 꼬투리로 만들어진다. 먼저 꼬투리를 끓인 다음 씨앗이 든 살을 퍼낸다. 이것은 나머지 재료와 함께 혼합된다. 이처럼 두꺼운 마스 후니도 삶은 땅콩호박 또는 호박으로 만들수있다.

## 같이 보기
- 몰디브 요리